# Stranemani
Stranemani è stata una casa di produzione italiana di animazione. L'unica sua serie TV, co-prodotta con Rai Fiction, è stata Rat-Man, nel 2006. Tutti gli altri lavori sono collaborazioni, realizzati come società di servizi per altre importanti società, per cui contribuirono all'animazione, agli storyboard, alla creazione di personaggi o ad altre fasi per produzioni come Winx Club, Corto Maltese, Tre gemelle e una strega, I cartoni dello Zecchino d'Oro, Opopomoz e molte altre.

## Storia dell'azienda
L'azienda ha iniziato le sue attività a Calenzano, come S.n.c., nel 1998, per poi trasformarsi in S.r.l. a Prato. I primi anni si occupa di servizi di animazione, collaborando con aziende italiane e estere; nel corso degli anni ha realizzato, o collaborato a realizzare, serie televisive a cartoni animati, film d'animazione, videoclip per star italiane (Dalla, Pelù, Zucchero Fornaciari, Max Pezzali), I cartoni dello Zecchino d'Oro e numerosi spot pubblicitari. Opopomoz, regia di Enzo D'Alò, (2003) è stato il primo lungometraggio animato lavorato interamente dall'azienda, che ne ha realizzato l'intero minutaggio. Il progressivo successo ha permesso la conversione dell'azienda, nel 2005, in società di produzione, con la realizzazione della serie televisiva Rat-man, coprodotta con Rai Fiction. Nel corso dei primi anni, quattro soci fondatori lasciano l'azienda. Nel 2010 la società chiude i battenti.

## La squadra
- Luca de Crescenzo - Presidente- Editing- BKG
- Cosimo Brunetti - Direttore di Produzione- animator- storyboard artist
- Massimo Montigiani - director- storyboard artist
- Gianni Poggi - BKG supervisor- animator
- Alessio Giurintano - character supervisor- animator
- Stefania Tararà- BKG Supervisor
- Giulia Brogi- Animator
- Matteo Pincelli- Animator
- Cristina Seravalli- Script Director- animator

## Filmografia

### Lungometraggi
- Johan Padan a la descoverta de le Americhe - lungometraggio animato (Green Movie-Progetto Immagine, 2002)
- I Lunes e la sfera di Lasifer - lungometraggio animato (Motus-Kinder, 2002)
- I Magicanti e i tre elementi - lungometraggio animato (Motus- Kinder, 2003)
- Aida degli alberi - lungometraggio animato (Lanterna Magica, 2003)
- Opopomoz - lungometraggio animato (Enzo D'Alò, Cometa Film, 2004)
- Fascisti su Marte - Solo cortometraggio d'animazione all'interno del film, Il silicio sanzionista (Regia di Corrado Guzzanti, 2006)

### Serie televisive
- Tre gemelle e una strega | 1998 - Cromosoma
- Geronimo Stilton (solo Episodio Pilota) | 1999 - Gertie
- Corto Maltese | 1999 - Co-produzione Animation Band, Rai
- Lars & Husky | (Hann Film)
- L'ombra degli Elfi (solo Episodio Pilota) | 2001
- Rat-man (52 episodi da 13 minuti) | 2007 - Co-produzione con Rai Fiction
- Angel's Friends (solo Episodio Pilota, prima versione) | 2007 - Play Ent.
- Rahan (solo scenografie) | 2008 - Co-produzione Xilam, Rai Fiction
- Huntik 2 (Storyboard e model pack) | 2008, 2009 - Rainbow, Big Bocca, Rai Fiction
- Pipì Pupù e Rosmarina - Animazione e storyboard- | 2009 - Regia di Enzo D'Alò; Co-produzione Rai Fiction, Cometa Film
- The Davincibles - Co-produzione Rai Fiction, Moonscoop, Cartobaleno, Neo Network e SLR Productions
- PopPixie - Co-produzione Rainbow - Rai Fiction
- Winx Club (solo prime quattro serie) | (2003-2009) - Rainbow

### Cortometraggi
- Nient'altro che noi - videoclip degli 883 2000
- Buongiorno mattina - videoclip di Piero Pelù 2000
- Tra un'ora sono lì - videoclip di Lucio Dalla 2000
- La regina del Celebrità - videoclip degli 883 2000
- www.boysandgirls.com - introduzione animata per Rai2 2000
- Il Katalicammello - videoclip 2000 (De Mas/Antoniano)
- Nike S.P.Q.R. - videoclip 2001
- L'ombra degli elfi - pilota di serie animata 2001
- Gli angeli - videoclip di Michele Zarrillo 2002
- Il grande Baboomba - videoclip di Zucchero Fornaciari 2004
- Romeo and Juliet - cortometraggio animato 2004
- Le ali della qualità - corto 2005 (prodotto con Regione Toscana; musiche di Daniele Garella)
- Coriolano l'allegro caimano - videoclip 2005 (De MAs/Antoniano)
- Il gatto puzzolone - videoclip 2006 (De MAs/Antoniano)
- Il drago raffreddato - videoclip 2007 (De Mas/Antoniano)
- Angel's Friends - pilota serie TV, prima versione - (Play Entert.)
- DRAGONIX - 2009 (Edibas)

## Collaborazioni
Stranemani ha partecipato a produzioni per serie TV a cartoni animati fra cui: Lupo Alberto, Tre gemelle e una strega, Tommy & Oscar, Corto Maltese, Cocco Bill, I cartoni dello Zecchino d'Oro, Winx Club; per i film La gabbianella e il gatto, Aida degli alberi, Opopomoz.
Insieme a Rai Fiction l'azienda ha prodotto una serie animata dedicata a Rat-Man, composta da 52 episodi di 13 minuti ciascuno; in Italia sono stati trasmessi da Rai 2 dall'autunno 2006, e su Rai Gulp il canale digitale terrestre di RAI, (presente anche sul canale sky satellitare) dal 2009.

## Premi
- Lo spot S.P.Q.R. per la Nike, basato su un fumetto di Daniel Zezelij, ha vinto il premio miglior realizzazione al Galà della pubblicità del 2002.
- l'azienda vinse "PULCINELLA NET AWARD 2001" con il corto flash Venerdì 12.
- Il corto Romeo & Juliet vinse il premio della giuria per "I CASTELLI ANIMATI" di Roma nel 2004.
- Il singolo Il grande Baboomba di Zucchero Fornaciari vinse il Festivalbar 2004[1].
- Il corto Le ali della qualità di Massimo Montigiani e Vieri Bufalari, musiche di Daniele Garella, prodotto in collaborazione con la Regione Toscana (15’), vince il Mediterraneo Video Festival di Paestum, nel 2005[2].